# Fungia fungites
Fungia fungites is een rifkoralensoort uit de familie Fungiidae. De wetenschappelijke naam werd gepubliceerd in 1758 door Carl Linnaeus in de tiende editie van Systema naturae.